# Chrysosoma latemaculatum
Chrysosoma latemaculatum är en tvåvingeart som beskrevs av Octave Parent 1939. Chrysosoma latemaculatum ingår i släktet Chrysosoma och familjen styltflugor. Inga underarter finns listade i Catalogue of Life.